# رونیدازول
رونیدازول (به انگلیسی: Ronidazole) یک ترکیب شیمیایی با شناسه پاب‌کم ۵۰۹۴ است.